# Beierius semimarginatus
Beierius semimarginatus es una especie de arácnido del orden Pseudoscorpionida de la familia Cheliferidae.

## Distribución geográfica
Se encuentra en Namibia y en la República Democrática del Congo.